# Adolf Bernhard Meyer
Adolf Bernhard Meyer, född 11 oktober 1840 i Hamburg, Tyska förbundet, död 22 augusti 1911 i Dresden, Kejsardömet Tyskland, var en tysk antropolog, ornitolog, entomolog och herpetolog.
Meyer studerade vid universiteten i Göttingen, Wien, Zürich och Berlin. Han var chef för Etnologiska museet i Dresden 1874–1905.
Den bruna bågnäbbsparadisfågeln (Epimachus meyeri) uppkallades efter honom när den upptäcktes 1884. Han publicerade klassifikationer av fåglar, bland andra vitplymad strålparadisfågel, Stefanies astrapia, rödkronad blomsterpickare och takahe. Utöver detta studerade han primater och gav det vetenskapliga namnet Tarsius sangirensis till en liten primat som hittades i Indonesien 1897.
Meyers samling av fåglar, skalbaggar och fjärilar från Sulawesi och Nya Guinea finns på Zoologiska statsmuseet i Dresden.
Han studerade även groddjur och kräldjur samt beskrev flera nya arter av ödlor som är endemiska på Nya Guinea.